# 歐陽申
歐陽申（1472年—？），字相周，江西吉安府安福縣人，民籍，明朝政治人物。

## 生平
弘治十一年（1498年）戊午科江西鄉試第七十一名舉人，正德三年（1508年）中式戊辰科會試第三百四十五名，二甲第八十六名進士。任貴州按察司僉事。

## 家族
曾祖歐陽信己；祖父歐陽勉道；父歐陽楫，母尹氏。慈侍下。兄歐陽中。